# Timea
Timea ist ein weiblicher Vorname. 

## Herkunft und Bedeutung
Für den Namen Timea existieren zwei Herleitungen.
Einerseits handelt es sich um eine tschechische, slowakische und rumänische Variante des ungarischen Namens Tímea. Dieser wurde vom Autor Mór Jókai für seinen Roman Ein Goldmensch erfunden. Dort wird er Timéa geschrieben und stellt er vielleicht eine verkürzte Form des griechischen Namens Εὐθυμία Euthymía, der sich aus den Elementen εὖ eû „Gut“ und θυμός thymós „Gemüt“, „Geist“, „Seele“ zusammensetzt.
Andererseits handelt es sich um eine weibliche, italienische Variante des griechischen Namens Τιμαῖος Timaîos, der „hochgeschätzt“ bedeutet.

## Verbreitung
In Ungarn stand der Name Tímea [ˈtiː.mɛ.ɒ] auf Rang 50 der Hitliste. Er gewann an Popularität, sodass er acht Jahre später Rang 30 der Hitliste belegte. Seitdem verlor der Name an Popularität. Im Jahr 2018 verließ er erstmals die Top-100 der Vornamenscharts, erreichte im darauffolgenden Jahr jedoch wieder Rang 96 der Hitliste. Seit 2020 fand er sich nicht mehr unter den 100 beliebtesten Mädchennamen (Stand 2024).
In der Slowakei hat sich der Name Timea unter den 50 beliebtesten Mädchennamen etabliert. Bis in die frühen 2000er Jahre überwog die Schreibweise Tímea, wurde jedoch von der Variante Timea abgelöst. Diese zählt seit 2005 zu den 50 meistgewählten Mädchennamen des Landes und gewann seitdem an Popularität. Seit 2011 zählt er zu den 30 beliebtesten Namen und erreichte 2023 mit Rang 17 erstmals die Top-20 der Vornamenscharts.
In Tschechien belegte Timea im Jahr 2016 Rang 168 der Vornamenscharts.
Der Name Timea wird in Deutschland nur selten vergeben. Von 2010 bis 2024 wählten etwa 700 Eltern ihn als ersten Vornamen. Das durchschnittliche Alter beträgt 13 Jahre. Besonders beliebt ist er in Baden-Württemberg und Sachsen.

## Varianten

### Varianten über Tímea
- Ungarisch: Tímea, Timéa

Möglicherweise als Langformen
- Deutsch: Euthymia
- Griechisch: Εὐθυμία Efthimia, Efthymia
  - Altgriechisch: Εὐθυμία Euthymía
- Italienisch: Eutimia

Männliche Varianten der möglichen Langform
- Deutsch: Euthymius
- Griechisch: Ευθύμιος Erthimios, Efthymios
  - Altgriechisch: Εὐθύμιος Euthymios
- Italienisch: Eutimio
- Portugiesisch: Eutímio
- Russisch: Евфимий Jewfimij, Ефим Jefim
  - Diminutiv: Фима Tima
- Spanisch: Eutimio

### Varianten überΤιμαῖος
Weibliche Varianten
- Griechisch: Τιμαία Timaía
- Latein: Timaea

Männliche Varianten
- Deutsch: Timäus
- Französisch: Timée, Timéo
- Griechisch: Τιμαῖος Timaîos, Τίμαιος Tímaios
- Italienisch: Timeo
- Latein: Timaeus

## Bekannte Namensträgerinnen
Timea
- Timea Bacsinszky (* 1989), Schweizer Tennisspielerin
- Timea Jarušková (* 1996), slowakische Tennisspielerin
- Timea Tankó (* 1978), ungarisch-deutsche Übersetzerin
- Gabriella Szabó (* 1986), ungarische Kanutin

Tímea
- Tímea Babos (* 1993), ungarische Tennisspielerin
- Tímea Junghaus (* 1975), ungarische Kunsthistorikerin, Kuratorin und Kulturaktivistin
- Tímea Lőrincz (* 1992), rumänische Skilangläuferin
- Tímea Nagy (* 1970), ungarische Degenfechterin
- Tímea Paksy (* 1983), ungarische Kanutin
- Tímea Szabó (* 1976), ungarische Politikerin und Journalistin
- Tímea Vágvölgyi (* 1975), ungarisches Erotikmodel, Wrestlerin und Pornodarstellerin